# Pintarrafes
Pintarrafes és una zona apartada de la localitat de Carlet (País Valencià) en la qual hi ha l'ermita de Sant Bernat i diverses cases. L'ermita de Sant Bernat d'aquesta localitat és important a nivell arquitectònic, ja que és una de poques amb set cantonades que es troba a Europa. Es creu que en aquesta ermita (abans un castell) va néixer sant Bernat, patró de la ciutat de Carlet i la ciutat d'Alzira. Actualment la zona de Pintarrafes i el lloc que ocupa l'Ermita s'utilitza com a zona d'acampada juvenil i està habilitada per anar fer paelles. Ocasionalment i el 23 de juliol s'ofereixen misses en honor de Sant Bernat, Maria i Gràcia (germanes del sant) dintre de l'ermita i Pintarrafes es converteix en centre de peregrinació per a tot el poble de Carlet.